# 不設防城市

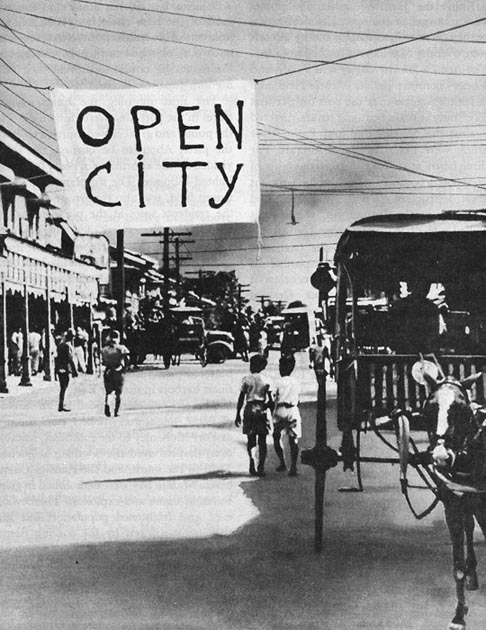
菲律賓戰役期間，馬尼拉被宣告為不設防城市。

戰爭期間，如果一個城市快將被奪取，控制該地的政府或者軍事組織可能會宣告該城為不設防之城市（Open City），亦即是該地自願放棄一切的抵抗力量。敵方軍隊被認為可能不會炮轟或攻擊該地，而只會以行軍形式進入該市，以免受到各界譴責。該共識的目的是希望保護當地歷史名勝和滯留的人民，避免不必要的戰役。
宣告成為不設防之城市的一些例子：
- 1940年的布鲁塞尔，第二次世界大戰比利時戰役
- 1940年的巴黎，法國政府在明顯不能保衛它的情況下放棄它。
- 1941年4月的贝尔格莱德，由南斯拉夫王国在第二次世界大戰南斯拉夫戰役前宣布；然而德意志國防軍并未尊重这一决定，而是用空投炸弹血洗了这座城市；[1]
- 1942年的馬尼拉，道格拉斯·麦克阿瑟在不能抵抗日本軍隊的攻势時放棄它[2]；在宣布不设防后，美军依然用这座城市进行后勤工作[3]；日军无视了不设防的宣告，继续进行轰炸[4]。
- 1943年8月14日的羅馬市，防禦的意大利軍隊單方面宣告成為不設防之城市，避免了盟軍對其的轟炸。之後德軍攻擊時，該市仍是不設防之城市。隨後，盟軍在1944年7月進入羅馬，撤退的德軍亦宣佈佛羅倫斯和基耶蒂成為不設防城市。
- 1944年10月11日的雅典，德國宣佈成為不設防之城市。[5]
- 1945年5月3日，纳粹德国政府宣布汉堡为不设防城市，随后英國軍隊占领此城（英语：Capture of Hamburg）[6]；

敵方軍隊並不一定尊重不設防城市的宣告。抵抗力量亦可能使用政治戰略。另外控制當地的政府或會以此作為軍事防守策略之一。

## 參看
- 戰時國際法